# دنیای مارول
جهان مارول (به انگلیسی: Marvel Universe) یک جهان خیالی است که داستان اکثر عناوین کتاب‌های کمیک آمریکایی و سایر رسانه‌های منتشر شده توسط مارول کامیکس در آن اتفاق می‌افتد. ابرگروه‌هایی مانند انتقام‌جویان، مردان-ایکس، چهار شگفت‌انگیز، نگهبانان کهکشان، مدافعان، پسران نیمه شب و بسیاری از ابرقهرمانان مارول در زمین ۶۱۶(اصلی) جهان مارول زندگی می‌کنند، از جمله شخصیت‌هایی مانند مرد عنکبوتی، مرد آهنی، ثور، هالک، مرد مورچه‌ای، زنبورک، کاپیتان آمریکا، ولورین، کاپیتان مارول، پلنگ سیاه، دکتر استرنج، اسکارلت ویچ، ویژن، بیوه سیاه، روح سوار، بلید، موج سوار نقره‌ای، نوا، دردویل، مشت آهنی، شوالیه ماه، مجازاتگر و ددپول و بسیاری دیگر.
این جهان همچنین شامل ابرشرورهای معروف مانند دکتر دووم، مگنیتو، تانوس، لوکی، گابلین سبز، کینگ‌پین، کله‌سرخ، اولتران، دکتر اختاپوس، ماندارین، موداک، کارنیج، آپوکالیپس، هلا، رونان متهم کننده، کانگ، مفیستو، دورمامو، انایلوس و گالاکتوس میباشد. البته فیلم های MCU و مردان ایکس و اسپایدرمن سم ریمی و اسپایدرمن شگفت انگیز مارک وب به ترتیب در زمین  های ۱۹۹۹۹۹ و ۱۰۰۰۵ و ۹۶۲۸۳ و ۱۲۰۷۰۳ جریان دارند.

## بازیگران
- توبی مگوایر در نقش پیتر پارکر / مردعنکبوتی در زمین ۹۶۲۸۳: پسر نوجوانی که پس از نیش خوردن توسط عنکبوتی که ژنتیکش دستکاری شده، توانایی‌هایی شبیه به یک عنکبوت به دست آورده‌است.

- اندرو گارفیلد در نقش پیتر پارکر / مردعنکبوتی شگفت انگیز در زمین ۱۲۰۷۰۳: تلاشی برای ریبوت اسپایدرمن توبی مگوایر
- تام هالند در نقش پیتر پارکر / مرد عنکبوتی در زمین ۱۹۹۹۹۹: نسخه MCU از اسپایدرمن
- هیو جکمن در نقش جیمز هاولت / ولورین / لوگان در زمین ۱۰۰۰۵: از اعضای مردان ایکس
- رایان رینولدز در نقش وید ویلسون / ددپول در زمین TRN۴۱۴: مردی با قدرت زود درمانی
- چارلی کاکس در نقش مت مورداک / دردویل در زمین ۱۹۹۹۹۹: یکی از ابرقهرمان های MCU
- ساموئل ال. جکسون در نقش نیک فیوری در زمین ۱۹۹۹۹۹
- زندیا در نقش میشل جونز در زمین ۱۹۹۹۹۹: همکلاسی و دوست و معشوقه پیتر پارکر.
- کوبی اسمالدرز در نقش ماریا هیل، کاراگاه زبردست و دستیار نیک فیوری در زمین ۱۹۹۹۹۹
- بازیگران فیلم ونوم (که در زمین TRN۶۸۸ قرار دارد) هم عبارت است از:
  - تام هاردی در نقش ادی براک / ونوم
  - میشل ویلیامز در نقش ان ویینگ
  - ریز احمد در نقش کارلتون دریک / رایوت
  - اسکات هیز در نقش رولان تریس
  - رید اسکات در نقش دکتر دن لوئیز
  - جنی سلیت در نقش دورا اسکرث